# Transita
Transita is een geslacht van vlinders uit de familie van de Tortricidae (Bladrollers). Het geslacht werd voor het eerst wetenschappelijk beschreven door Diakonoff in 1976.

## Soorten
Het genus is monotypisch en bevat alleen de volgende soort:

- Transita exaesia Diakonoff, 1976